# REC 2
REC 2 (или стилизовано [•REC]²; скраћено од енгл. recod — снимати) је шпански хорор филм из 2009. године, у режији Жаума Балагера и Пака Плазе, са Џонатаном Мелором и Мануелом Веласко у главним улогама. Представља директан наставак филма REC из 2007. и радња почиње тамо где се претходни филм завршио. Као и први део, филм је сниман техником пронађеног снимка. У овом делу се детаљније истражује демонска поседнутост Тристане Медеирос, из које је и настао вирус.
Осим Мануеле Веласко која се враћа у лик Анхеле Видал, једине преживеле из претходног филма, поједини глумци су се вратили као инфициране верзије својих ликова из првог дела. Филм је добио веома позитивне критике и остварио комерцијални успех. Многи критичари су га прогласили најбољим зомби наставком после Зоре живих мртваца. Критичари филмског часописа Емпајер су га такође похвалили и оценили са 4/5 звездица.
Премијера филма била је на 66. Филмском фестивалу у Венецији, а након тога приказан је и на 34. Филмском фестивалу у Торонту. Освојио је 4 награде Антони Гауди и остварио највећу зараду у првој недељи премијере током 2009. у Шпанији. Три године касније добио је наставак под насловом REC 3: Почетак, који причу окреће у другом смеру, а 2014. снимљен је и четврти део под насловом REC 4: Апокалипса, који представља директан наставак приче из првог и другог дела.

## Радња
Др Овен, испред Министарства здравља Шпаније, улази у карантин (зграду из претходног дела), заједно са припадницима војне јединице за специјалне операције и камерманом Росом. Пошто их убрзо нападју поседнути зомбији, Фернандез, главни у специјалној јединици, врши притисак на Овена да им каже шта се заправо дешава. Он открива да није доктор, већ свештеник и да је дошао да узме узорак крви Тристане Медеирос, како би помоћу њега направили вакцину за вирус.
Пошто последњи узорак Тристанине крви изгори када дође у додир са Овеновим освештаним предметима, они остају принуђени да пронађу саму Тристану и узму нови узорак крви. На опште изненађење појављује се новинарка Анхела Видал, која је на нејасан начин успела да преживи Тристанин напад на крају претходног дела. Уз њену помоћ, Овен, Фернандез и камерман Росо, проналазе Тристанино скровиште, помоћу ноћног режима камере, јер се скровиште не може видети на светлости.
Тристана се појављује и убија Фернандеза, док Анхела искористи ту прилику да узме његову пушку и разнесе јој главу. Др Овен тако остаје без последње наде да дође до узорка крви и вакцине. Међутим, испоставља се да је Тристана на крају првог дела пребацила извор вируса у Анхелу, која је тако постала његов главни носилац, због чега је други зомбији нису нападали. Анхела показује право лице, убија и Роса и Овена и имитирајући Овенов глас, убеђује надлежне из министарства да је пусте из карантина.

## Улоге
| Глумац             | Улога             |
| ------------------ | ----------------- |
| Џонатан Мелор      | др Овен           |
| Мануела Веласко    | Анхела Видал      |
| Хавијер Ботет      | Тристана Медеирос |
| Оскар Санчез Зафра | Фернандез         |
| Пабло Росо         | Росо              |
| Аријел Касас       | Лара              |
| Алехандро Касасека | Мартос            |
| Клаудија Силва     | Џенифер           |
| Андреа Рос         | Мире              |
| Пеп Молина         | Џениферин отац    |
| Пау Поч            | Тито              |
| Феран Тераса       | Ману              |
| Алекс Батлори      | Ори               |